# Wang Lei
Wang Lei (kinesiska: 王磊; pinyin: Wáng Lěi), född den 20 mars 1981 i Shanghai, Kina, är en kinesisk fäktare som tog OS-silver i herrarnas värja i samband med de olympiska fäktningstävlingarna 2004 i Aten.